# Коле Маламеренда (Сијена)
Коле Маламеренда је насеље у Италији у округу Сијена, региону Тоскана.
Према процени из 2011. у насељу је живело 78 становника. Насеље се налази на надморској висини од 227 м.